# Genfer Wellenplan (1984)
Der Genfer Wellenplan ist der Wellenplan, in dem der Betrieb der Rundfunksender im UKW-Bereich festgelegt wurde.
Der Genfer Wellenplan wurde 1984 ausgearbeitet und trat am 1. Juli 1987 in Kraft; er ersetzte das Stockholmer Abkommen von 1961. Zentraler Punkt des Genfer Wellenplans war die Erweiterung des UKW-Bandes um 8 MHz im Bereich 100–108 MHz, der vormals wegen Flug- und Militärfunk nur in wenigen Ländern für Rundfunkausstrahlungen verwendet wurde. Aufgrund dichterer Belegung des neuen Frequenzbereiches konnten zwei bis drei neue, flächendeckende Sendernetze geplant werden. Aufgrund von Vorbehalten des Flugfunks konnte zunächst nur der Bereich bis 104 MHz mit voller Leistung in Betrieb genommen werden, erst später konnte auch der Bereich bis 108 MHz mit voller Leistung entsprechend dem Wellenplan genutzt werden.